# Sipke Ernst
Sipke Ernst (Dokkum, 8 januari 1979) is een Nederlandse schaakgrootmeester (GM) die psychologie en Nederlands heeft gestudeerd. In 1999 werd hij Internationaal Meester (IM). De grootmeestertitel verwierf hij in 2006.
In 1993 bracht hij het kampioenschap van de jeugd tot 14 jaar op zijn naam.
Bij de volwassenen won hij het SO-ON-schaaktoernooi in 2001 en het Harmonie-toernooi in 2005 en 2006, allen voorlopers van het Schaakfestival Groningen. In 2004 eindigde hij als tweede in de C-groep van het Corus-toernooi, na Magnus Carlsen.
Ernst heeft een aantal malen deelgenomen aan het Nederlands kampioenschap. Hij werd in 2002 vierde, in 2008 gedeeld vierde/vijfde en in 2009 gedeeld derde/vierde. In 2017 werd hij gedeeld eerste met Loek van Wely en verloor de barrage met 0,5 - 1,5. 
In 2015 werd hij in Paramaribo tweede (van 20 deelnemers) op het Srefidensi Masters toernooi.
In 2022 werd hij de eerste Nederlands Kampioen onderwaterschaken.